# Maipo (fleuve)
Pour les articles homonymes, voir Maipo.

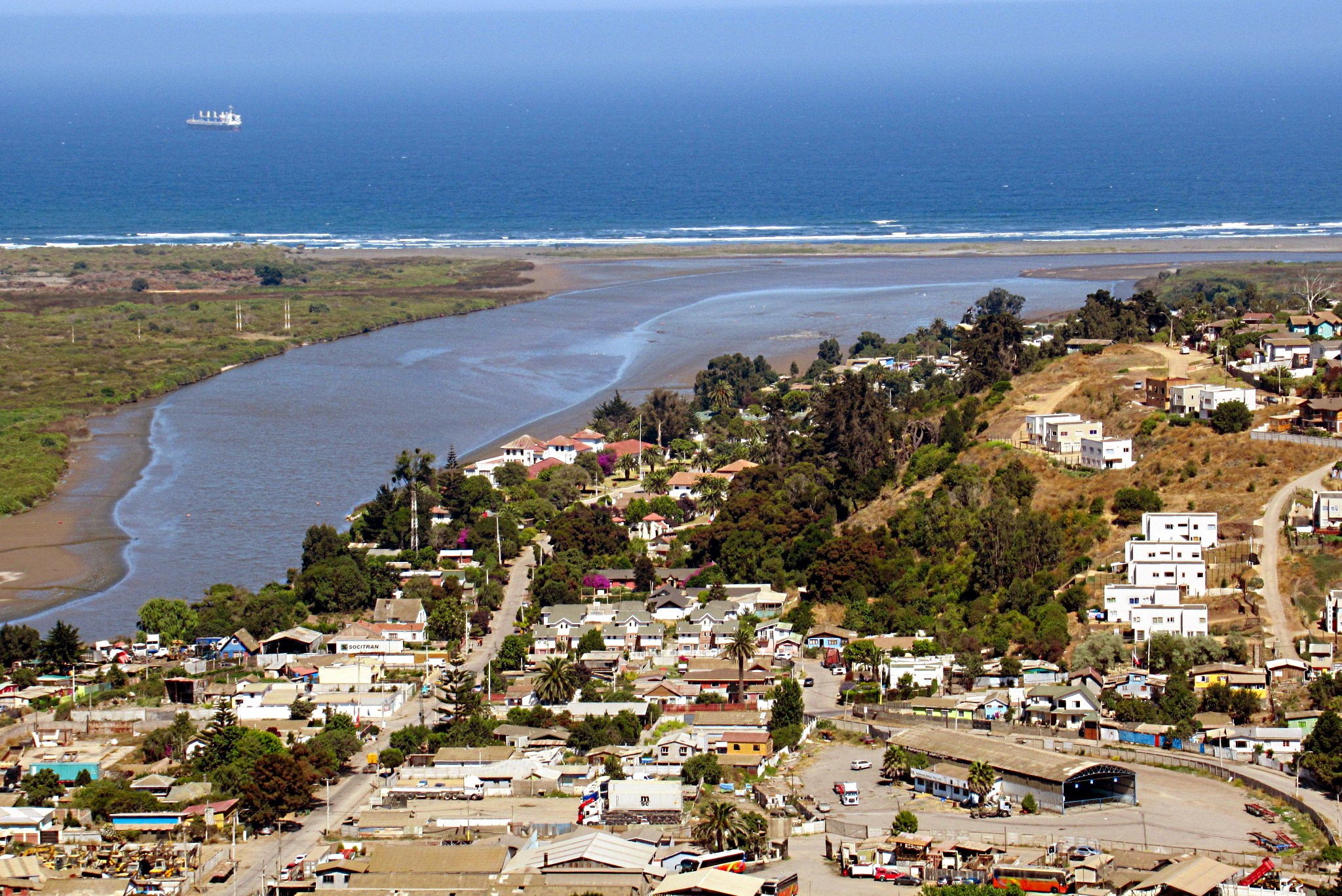
L'embouchure du Maipo à Llolleo.

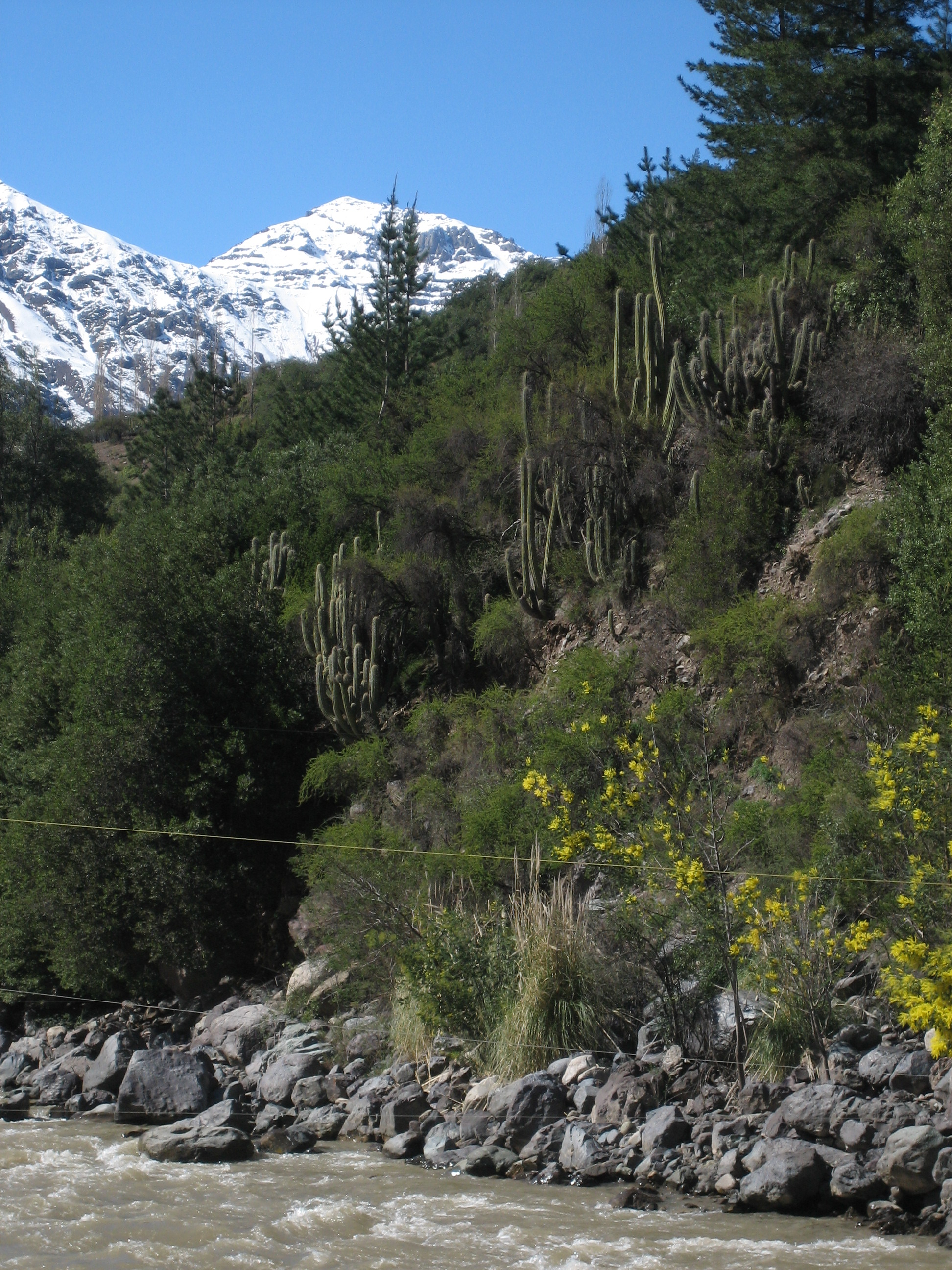
Cascade de Las Ánimas sur le fleuve Maipo

Le fleuve Maipo ou río Maipo  est le principal fleuve de la région métropolitaine de Santiago au Chili.

## Géographie
Le fleuve Maipo nait dans la cordillère des Andes sur les pentes occidentales du Maipo, dans la commune de San José de Maipo à soixante kilomètres au sud-est de Santiago du Chili. Il fournit près des trois quarts de l'eau potable de l'agglomération de Santiago, et 90 % de l'eau pour l'arrosage agricole de la région. Il débouche dans l'Océan Pacifique à Llolleo (en), ville côtière située à près de 70 kilomètres au sud de Valparaíso.

## Affluents
- Le Mapocho qui baigne Santiago du Chili, la capitale ;
- le rio Clarillo.

## Hydrologie
Le débit du río Maipo a été observé pendant 12 ans (entre 1966-1984) à Cabimbao, localité chilienne située à 119 kilomètres de son estuaire. 
À Cabimbao, le débit annuel moyen ou module observé sur cette période a été de 120 m3/s pour une surface de 14 823 km2, soit plus de 95 % du total du bassin versant du fleuve.
La lame d'eau écoulée dans le bassin versant atteint ainsi le chiffre de 254 millimètres par an, ce qui doit être considéré comme moyennement élevé.
Alimenté surtout par les pluies d'automne-hiver, mais aussi par la fonte des neiges andines lors de l'été austral, le Río Maipo est un cours d'eau qui présente deux saisons de hautes eaux et deux décrues et ce comme presque partout au Chili.
Les hautes eaux d'été liées à la fonte des neiges se déroulent en décembre-janvier lorsque la fonte est maximale. Dès le mois de janvier le débit du fleuve baisse sensiblement, et une période de basses eaux survient allant du mois de février jusqu'au mois d'avril. Dès le mois de mai a lieu la crue d'automne-hiver austral, la plus importante, qui se 
termine au mois d'août. Les mois de septembre à novembre présentent une nouvelle baisse de débit qui s'intercale entre les deux périodes de crue. 
Le débit moyen mensuel observé en mars (minimum d'étiage) atteint 58,6 m3/s, soit 
un peu plus du quart du débit moyen du mois de juillet (212 m3/s), ce qui témoigne de 
l'amplitude déjà importante des variations saisonnières. Sur la durée d'observation de 12 ans, le débit mensuel maximal a été de 502 m3/s en juillet 1984. 
Du fait de l’augmentation de la température, la neige fond prématurément, ce qui a pour conséquence que le débit des rivières augmente en période de pluies et qu’elles s’assèchent en été. Avant 2070 la disponibilité en eau du Maipo devrait se réduire de 40 % à cause de la fonte des glaciers. 